# Perila
Perila (avant 1919: Pergel) est un village de la commune de Raasiku du comté de Harju en Estonie.
Au 31 décembre 2011, il compte 102 habitants.

## Personnalités
- Karl Gustav von Baggehufwudt (1861-1912), général de l'armée de Koutouzov